# Il prigioniero (serie televisiva)

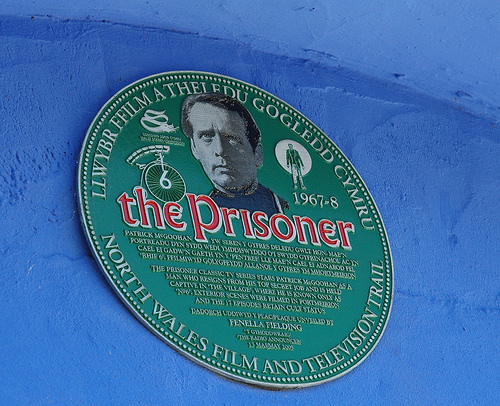
Placca commemorativa della serie a Portmeirion

Il prigioniero (The Prisoner) è una serie televisiva britannica del 1967 di genere fantastico (più precisamente fantapolitico), dai marcati temi surreali, orwelliani e kafkiani, interpretata da Patrick McGoohan, creata dallo stesso McGoohan e George Markstein. Inoltre, McGoohan ha scritto e diretto diversi episodi, spesso sotto pseudonimo.

## Trama
Il Personaggio principale è un ex-agente segreto del governo britannico, che immediatamente dopo le sue dimissioni viene imprigionato in un piccolo villaggio con abitazioni e monumenti in stile mediterraneo, situato in una località sconosciuta, dove «con le buone o con le cattive», arrivando ai limiti della paranoia, i capi del Villaggio cercheranno di carpirgli le ragioni profonde delle sue dimissioni. Il protagonista si ritrova quindi privato dei più elementari diritti, persino del nome, visto che tutti si rivolgono a lui chiamandolo Numero 6 (spettatore compreso, dato che il vero nome del protagonista non viene mai rivelato). Per tutta la durata della serie, Numero 6 si ribella ai tentativi dei suoi rapitori di piegare la sua volontà e tenta con tenacia sia la fuga, sia d'infrangere i segreti che lo circondano. In particolare, cercherà di scoprire l'identità del misterioso Numero 1, dal quale i capi del Villaggio (i Numero 2, che cambiano frequentemente) prendono ordini.

## Popolarità della serie
Pressoché dimenticata dopo i clamori iniziali e replicata sporadicamente, la serie è stata oggetto di un revival importante, particolarmente in patria e in Francia, a partire da metà anni ottanta, generando letteratura specifica, pubblicazione degli episodi su videocassette e in seguito convention a tema.
Con i suoi messaggi e temi di controcultura tipici degli anni sessanta, il programma ha avuto un effetto ampio sulla televisione di argomento fantastico e sulla cultura popolare in genere. Nel 2002 la serie ha vinto il Prometheus Award. Nel 2005 i lettori della rivista SFX hanno posizionato la serie al quinto posto in un sondaggio sui programmi televisivi del genere fantastico. Più tardi nello stesso anno, fu rivelato che la casa di produzione dello show, Granada Productions, stava programmando un remake della serie originale per l'emittente Sky One.
Il telespettatore segue gran parte della storia dal punto di vista del protagonista, che è all'oscuro di tutto. Molti spettatori, incuriositi dall'alone di mistero del telefilm, dopo le prime puntate cominciarono a seguire la serie in un modo compulsivo. Ma l'episodio finale causò così tanta confusione che il network televisivo fu sommerso da proteste telefoniche; McGoohan fu persino seguito fino alla propria abitazione da spettatori delusi che chiedevano spiegazioni. Come disse in seguito lo stesso McGoohan: « [...] ci fu quasi una rivolta, stavo per essere linciato. Mi sono dovuto nascondere tra le montagne per due settimane, veramente!».

## Format della serie
Le caratteristiche dominanti della serie sono le trame surreali e innovative e i temi di forte impatto sociale, fino ad allora mai proposti in un prodotto seriale, come l'ipnosi, l'uso di droghe allucinogene, il furto d'identità, il controllo della mente e la manipolazione dei sogni.
La serie è composta di 17 episodi, ma questo numero fu un compromesso fra il progetto originale di McGoohan, una miniserie di 7 puntate, e le richieste della rete, che desiderava una stagione completa di 26 episodi. C'è tuttora un dibattito in atto fra chi sostiene che la serie si concluse per mutuo accordo e chi invece ritiene che essa fu annullata unilateralmente dalla ITV. Il libro The Prisoner: The Official Companion to the Classic TV Series, scritto da Robert Fairclough, sostiene la seconda ipotesi e afferma che McGoohan dovette scrivere l'episodio finale, Evasione, in pochi giorni.

### La sequenza d'apertura e di chiusura

#### Introduzione
La lunga sequenza d'apertura mostra la storia del protagonista prima del suo arrivo al Villaggio. La sua versione integrale raggiunge i tre minuti di durata; tuttavia questa sigla non è presente in alcuni episodi, e in altri compare in versione accorciata.
Inizia con un'inquadratura di un cielo sereno e il suono, incongruo, di un tuono, dopo il quale parte il tema musicale. L'inquadratura si abbassa per mostrare il protagonista alla guida della sua automobile, una Lotus Super Seven S2 (con numero di targa KAR120C). Il protagonista si dirige con passo deciso dentro un ufficio, dove ha un acceso diverbio con quello che è, evidentemente, un suo superiore.
Nella versione originale la scena è muta e lascia che sia lo spettatore a capire in base alle immagini che il Numero 6 sta rassegnando le sue dimissioni, gettando con veemenza sul tavolo una lettera con la scritta "Private - Personal By Hands". Spesso il doppiaggio italiano invece inserisce una voce fuori campo (in alcuni episodi del secondo blocco nella versione Rai) o una battuta del Numero 6 che rende esplicito il senso della scena (nella versione per le emittenti locali). La sequenza si sposta a un enorme archivio, dove un braccio automatico classifica la scheda del protagonista fra quelle dei dimissionari.
Il protagonista torna quindi a casa, senza notare il carro funebre che lo ha seguito nel tragitto e che parcheggia dietro di lui. Mentre inizia a imballare in fretta le cose in suo possesso, comprese le fotografie di una spiaggia tropicale dalla sabbia bianca (indizio che fa intuire una fuga premeditata), un uomo vestito da becchino esce dal carro funebre e si avvicina alla porta di ingresso. Un gas bianco inonda la stanza attraverso il buco della serratura; Numero 6 capisce che lo stanno narcotizzando, ma prima di potere reagire si accascia a terra, privo di sensi.
Quando il protagonista si risveglia, si trova in una fedelissima riproduzione della sua stanza; ma quando apre la finestra per capire dove si trova, quello che vede è un anomalo villaggio, con abitazioni in stile mediterraneo, la cui popolazione veste colori sgargianti e va in giro con ombrelli multicolore. Segue un montaggio di scene in cui si vedono il Numero 6 scappare dal Villaggio, una sfera bianca (il Rover) che lo insegue, e infine il capo del Villaggio, il Numero 2. Mentre scorrono queste immagini, sentiamo il seguente scambio di battute, qui riportato sia in inglese che in italiano:
Inglese
- Number 6: Where am I?
- Number 2: In the Village.
- Number 6: What do you want?
- Number 2: Information.
- Number 6: Whose side are you on?
- Number 2: That would be telling. We want information. Information. Information.
- Number 6: You won't get it.
- Number 2: By hook or by crook, we will.
- Number 6: Who are you?
- Number 2: The new Number 2.
- Number 6: Who is Number 1?
- Number 2: You are Number 6.
- Number 6: I am not a number – I am a free man!
- Number 2: (Laughter)

Italiano
- Numero 6: Dove sono?
- Numero 2: Nel Villaggio.
- Numero 6: Cosa volete?
- Numero 2: Informazioni.
- Numero 6: Da che parte state?
- Numero 2: Non posso dirlo. Vogliamo informazioni. Informazioni. Informazioni.
- Numero 6: Non ne avrete!
- Numero 2: Le avremo, con le buone o con le cattive.
- Numero 6: Chi è lei?
- Numero 2: Il nuovo Numero 2.
- Numero 6: Chi è il Numero 1?
- Numero 2: Lei è il Numero 6.
- Numero 6: Io non sono un numero! Sono un uomo libero!
- Numero 2: (Risate di scherno)

In alcuni casi, la voce del Numero 2 nel doppiaggio originale corrisponde a quella dell'attore che lo interpreta in quel particolare episodio, mentre altre volte viene usata una voce diversa, nonostante alla fine della sigla venga mostrata ugualmente l'immagine dell'attore che interpreta il ruolo. In un paio di casi, è mostrata un'immagine del Rover anziché del Numero 2 per lasciare come elemento di sorpresa la vera identità del personaggio.
Un paio di introduzioni inoltre differiscono dalle altre in quanto il Numero 2 dice: «Sono il Numero 2», come nel caso di Dormire, forse sognare, in cui Colin Gordon interpreta il Numero 2 per la seconda volta e quindi non era il nuovo Numero 2.

#### Conclusione
In chiusura di ogni episodio, compare un'immagine della faccia di Numero 6 sovraimpressa al Villaggio. La faccia si avvicina rapidamente ingrandendosi, ma all'ultimo momento un cancello si chiude e la faccia viene bloccata dietro le sbarre. Secondo il libro The Prisoner: The Complete Scripts Volume 1, questa sequenza è tutto ciò che rimane di una prima versione dei titoli di testa, poi scartata.

#### I titoli di coda
I crediti finali compaiono su un disegno di un biciclo, il simbolo del Villaggio, che si compone a poco a poco. Una volta che i titoli sono terminati e il biciclo è completo, si vede una scena in cui il Rover dapprima sale nell'acqua e emerge dalla superficie, poi si allontana rotolando.
Nella prima versione realizzata dei titoli di coda (vista in una versione alternativa dell'episodio Servizi segreti), non appare il Rover. Al suo posto, vediamo scomparire il disegno del biciclo lasciandone in vista solo le ruote, che incominciano a ruotare sempre più velocemente, trasformandosi nella Terra (quella piccola) e nell'Universo (quella grande). La telecamera poi ingrandisce sulla Terra, che esplode mostrando la scritta "POP", un acronimo che significa Protect Other People ("Proteggete altre persone") e che è un riferimento all'episodio Le sette età dell'uomo, e anche alla canzone Pop Goes the Weasel, usata occasionalmente nella colonna sonora.

### Il Villaggio
Il Villaggio appare come un mondo fuori dal tempo, le cui case, sgargianti e colorate, basate sullo stile neopalladiano, gli conferiscono un aspetto surreale. Gli abitanti vestono con abiti molto colorati, compresi cappelli molto appariscenti. Molti di loro utilizzano un ombrello, ma solo per ripararsi dal sole: nel villaggio infatti non piove mai (la filodiffusione ripete continuamente che "oggi sarà un'altra giornata di sole"). Nella serie si vedrà solo una volta la pioggia, ma questa cade di sera, quando nessun abitante è in giro: nel Villaggio vige infatti il coprifuoco. Per garantire che il Numero 6 (e, si presume, tutti gli altri abitanti) si adegui agli orari del villaggio i suoi ritmi di sonno e veglia, gli vengono somministrati farmaci nelle bevande che le cameriere gli portano in camera.
La casa del Numero 6, pur avendo una diversa collocazione delle stanze (di fatto è un monolocale molto grande) riproduce fedelmente la sua abitazione di Londra. La porta della casa del Numero 6 non ha serratura e si apre automaticamente al passaggio: nonostante nel Villaggio non si temano furti o crimini, questo contribuisce all'annullamento dell'individualità del personaggio, dato che nemmeno in casa sua è libero. Spesso, infatti, il Numero 2 o le cameriere che puntualmente vanno a riordinargli la stanza piombano in casa sua, mentre altre volte lo stesso Numero 6 arriva in casa trovandola già occupata.
La posizione geografica del Villaggio non è ben chiara. Per tutta la serie, nel Villaggio non vi è alcun indizio che possa fare capire dove si trovi (nell'emporio viene venduta una cartina geografica estremamente semplificata, che indica il mare e le montagne che lo circondano) e, ovviamente, nessuno degli altri abitanti è in grado di rivelarglielo.
Nell'episodio Servizi segreti, il Prigioniero veniva convinto dalla donna con la quale tentava la fuga che la posizione del villaggio fosse sulla costa baltica della Lituania, a circa 50 chilometri dal confine con la Polonia, ma in questo caso si trattava di un inganno ai danni del Numero 6.
Nell'episodio Ritorno a casa, dalla ricostruzione del viaggio via mare fatto dal Numero 6 per tornare a Londra, la posizione del villaggio è individuata in un'isola vicino "al litorale del Marocco, a sud-ovest del Portogallo e della Spagna": in effetti, durante una ricognizione aerea, viene avvistato il Villaggio: sarà proprio quel volo a ricondurre il Numero 6 nella sua prigione. L'episodio sembra quindi dare una precisa collocazione geografica al villaggio, ma anche questa certezza è destinata a crollare negli episodi successivi.
L'episodio finale, Evasione, mostra, partendo dal Villaggio, che Londra può essere raggiunta guidando un camion: nell'episodio, infatti, non ci sono indizi di una traversata in traghetto e l'Eurotunnel tra Francia e Inghilterra era ancora ben lontano dall'essere costruito. Pertanto, anche se non viene spiegato quanto duri il viaggio di ritorno, il Villaggio dovrebbe comunque trovarsi in Inghilterra, a dispetto di quello che si era visto in Ritorno a casa. Questo però non va considerato come un errore della sceneggiatura: è impossibile che McGoohan, che aveva pianificato con estrema cura la serie, potesse essere incappato in una contraddizione così evidente riguardo a uno degli interrogativi che, fin dal primo episodio, circondano il protagonista. In realtà, la natura estremamente allegorica degli ultimi due episodi disorienta pesantemente lo spettatore, trasformando il telefilm in una specie di visione onirica, carica di simbolismi e significati secondari. Lo spettatore si accorge che l'unica certezza che credeva di possedere (la collocazione geografica del villaggio) a questo punto, non ha praticamente più importanza: mentre prima per il Numero 6 (e per lo spettatore che si identificava con lui) era importante capire dove fosse il Villaggio, ora diventa primario capire cosa fosse, per sapere come poterne fuggire. Ed ecco che a questo punto, quando Numero 6 ha capito come potere scappare dal Villaggio, questo può anche trovarsi a pochi chilometri da Londra, separato dal resto del mondo attraverso un semplice tunnel chiuso da un cancello, facilmente superabile: non erano la distanza geografica o gli ostacoli naturali a tenere prigioniero il Numero 6, ma l'organizzazione socio-politica del Villaggio, che lui ha saputo distruggere dall'interno.
La serie si basa sul concetto che il Villaggio possa essere ovunque, compresa la stessa città in cui si vive: quando il maggiordomo entra nella casa londinese del Numero 6, si può notare che anche la porta si apre e si chiude automaticamente, come se la stessa Londra fosse un altro Villaggio. E la serie si conclude con la stessa identica scena con cui era iniziata.

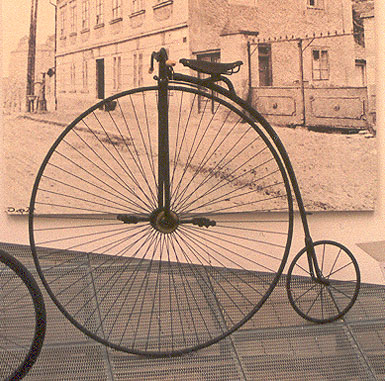
Una bicicletta penny-farthing

Il Villaggio ha un quotidiano denominato Tally Ho e il logo che lo contraddistingue è una bicicletta penny-farthing. Tale bicicletta, secondo l'intenzione di McGoohan, simboleggia la contraddizione e la pericolosità della tecnologia. Infatti quel modello di bicicletta, oltre a risultare molto antiquato, rispetto alla tecnologia del villaggio, è anche molto pericoloso, rispetto ai modelli successivi. Gli spostamenti veloci sono garantiti da alcuni piccoli taxi scoperti che scorrazzano per il Villaggio.
Le Unità Lavoro, o più semplicemente i crediti, sono la valuta in vigore nelle mercerie del Villaggio, e il loro utilizzo è tenuto sotto controllo grazie a una carta di credito perforata: non viene spiegato in che modo gli abitanti ottengano questi crediti, dato che non vediamo quasi mai nessuno lavorare.
In tutto il Villaggio, la musica viene tenuta come sottofondo, e quasi sempre c'è un'alternanza tra eccitanti marcette militari e ballate, periodicamente interrotte da annunci pubblici. I mezzi e le scritte all'interno del Villaggio comprendono costantemente i temi del villaggio vacanze e della navigazione.

### Il vero Villaggio
Le scene in esterni del Villaggio sono state filmate a Portmeirion, una stazione turistica vicino a Penrhyndeudraeth in Galles, le altre negli studi MGM di Borehamwood, in Inghilterra. Il nome dell'"Hotel Portmeirion" viene presentato ufficialmente, con tanto di collocazione geografica, soltanto nei titoli di testa dell'ultimo episodio: questo infatti era stata la volontà del suo ideatore, sir Clough Williams-Ellis, come condizione per acconsentire all'uso dell'hotel per le riprese della serie, probabilmente temendo che il successo della serie causasse un afflusso eccessivo di turisti. Tuttavia il nome di Portmeirion compare nell'episodio Una mente per due corpi: è infatti il nome della città in cui abita lo scienziato di cui il Numero 6 è alla ricerca e il suo nome è leggibile su una busta.

#### Gli abitanti
Nonostante lo spettatore sia portato a pensare che il Villaggio sia una sorta di prigione per ex agenti segreti, è abitato da uomini e donne di tutte le età: giovani, persone mature e anziani. Molti di loro sono in realtà dei controllori, che spiano gli altri abitanti per riferire al Numero 2 ogni comportamento sospetto. Durante la visione della serie è praticamente impossibile, per lo spettatore, distinguere i guardiani dai reali reclusi: solo in pochi casi si riesce a capire se il personaggio in questione voglia veramente aiutare il Numero 6 per tentare la fuga.
Nel Villaggio, comprensibilmente, non compaiono bambini. Tuttavia nell'episodio Fuga dalla morte si vede il Numero 6 raccontare una favola a dei bambini: in realtà si tratta di uno stratagemma del Numero 2, nella speranza che il Numero 6 sveli qualcosa del suo passato attraverso la storia.

#### La sicurezza nel Villaggio
Gli ospiti del Villaggio sono tutti ex appartenenti a organizzazioni segrete, e per questo i loro movimenti sono costantemente controllati, per evitare qualsiasi tentativo di fuga.
Capo della sicurezza è il Numero 2, la cui identità cambia in genere in ogni episodio (tranne il caso dei personaggi interpretati da Leo McKern e Colin Gordon, rispettivamente apparsi in tre e due episodi). Oltre che occuparsi del controllo della sicurezza dell'isola, il compito dei Numero 2 è cercare di estorcere al Numero 6 i motivi che lo hanno condotto a dare le dimissioni, utilizzando qualsiasi sistema, fino ad arrivare alla tortura fisica e psicologica, in genere attraverso strani macchinari dall'aspetto fantascientifico.
Il controllo della sicurezza nel Villaggio viene esercitato in un centro sotterraneo, dove agli ordini di un capo controllore vari addetti osservano su dei monitor le immagini trasmesse dalle molteplici telecamere dislocate su tutta l'isola, anche all'interno di finte statue e di vari oggetti di arredamento delle stanze degli ospiti dell'isola, registrando tutte le conversazioni captate da microfoni nascosti ovunque. Al centro della stanza di controllo, una strana struttura basculante che si muove di continuo ospita le postazioni di due ulteriori controllori, che osservano monitor che trasmettono immagini dalle zone più lontane e meno sorvegliate dell'isola.
Oltre alla sicurezza passiva, dal centro di controllo vengono attivati anche i Rover, grandi palloni, in grado di seguire i movimenti di eventuali fuggiaschi, e di bloccarli "ingoiandoli" al loro interno, fino a causarne lo svenimento, e in alcuni casi la morte. L'idea originale prevedeva l'uso di un mezzo meccanico che si muovesse sull'acqua, ma poco prima di iniziare le riprese questo affondò e pertanto fu necessario trovare velocemente un rimpiazzo: la leggenda vuole che in quel momento qualcuno vide passare nel cielo un pallone sonda, da cui fu tratta l'idea del Rover, che venivano riempiti d'acqua o d'aria, a seconda della consistenza che si voleva dare all'oggetto di volta in volta. Il Rover sembra avere una coscienza propria e sa esattamente quale persona colpire, tuttavia, al suo passaggio, le persone si immobilizzano, come se temessero di venire inglobate per errore: il motivo, in realtà, è un altro. Questi palloni erano molto difficili da manovrare e nelle scene a campo largo era praticamente impossibile fare sì che il Rover percorresse la traiettoria fino al punto prestabilito (che poteva essere la persona da catturare, oppure una semplice strada): per questo le riprese venivano effettuate al contrario, facendolo partire dal punto desiderato e lasciandolo andare. Questo spiega perché le persone, al passaggio del Rover, restano immobili.

## Episodi
La serie si sviluppa in 17 episodi che andarono in onda la prima volta tra il 1967 e il 1968 in Gran Bretagna sulla rete ITV. Uno dei dibattiti attivi tra i fan della serie riguarda l'ordine più corretto in cui visionare gli episodi: si specula infatti, a partire da vari indizi interni agli episodi, che l'ordinamento della prima TV inglese non rispetti a pieno la cronologia degli eventi. Esistono diversi ordinamenti alternativi attestati nel corso del tempo, quali quello di produzione (che tuttavia risponde verosimilmente a dinamiche organizzative piuttosto che cronologiche), quello della prima TV statunitense e altri sviluppati da gruppi di fan a partire dagli indizi menzionati sopra. Tutte queste proposte (tranne l'ordine di produzione) concordano sulla posizione del primo episodio e degli ultimi tre, ma propongono diverse soluzioni per i rimanenti.
In Italia 6 episodi scelti vennero trasmessi nel 1974 da Rai 2; i restanti 11 vennero trasmessi sulla stessa rete (in ordine sparso) solo diversi anni dopo, tra il 1980 e il 1981. Gli episodi vennero di conseguenza doppiati in due blocchi, con diverso cast. Dagli anni '80 l'intera serie venne ritrasmessa in più occasioni sulle emittenti locali con un diverso doppiaggio, utilizzato in seguito anche per una replica su Italia 1 nel 2003. Canal Jimmy propose la serie più volte tra il 1999 e i primi anni 2000, inizialmente in versione originale sottotitolata e poi con il ridoppiaggio delle emittenti locali. Dal 2002 la serie è stata distribuita in VHS, DVD e Blu-ray (a cura prima di Yamato Video e Hobby & Work, poi di Cult Media) in versione rimasterizzata e utilizzando il doppiaggio Rai, e replicata sui canali a pagamento Joi e Steel nel 2009 e nel 2010.
| Stagione       | Episodi | Prima TV originale | Prima TV Italia |
| -------------- | ------- | ------------------ | --------------- |
| Prima stagione | 17      | 1967-1968          | 1974-1981       |

## I personaggi

### Numero 6
Di lui sappiamo solo che è un agente segreto che ha rassegnato le dimissioni dal suo posto di lavoro. Per tutta la serie non viene mai pronunciato il suo nome, così anche lo spettatore è costretto a identificarlo in un uomo rappresentato da un numero, ma che rifiuta fermamente questa condizione. Nell'episodio Ritorno a casa, il protagonista, davanti alla persona che sta occupando la sua casa di Londra, si presenta con il nome di Peter Smith, ma è praticamente certo che sia un nome fittizio usato per non rivelare la sua identità ("Peter Smith" potrebbe suonare, in italiano, come "Mario Rossi").
Patrick McGoohan, in quegli anni, era molto famoso per avere interpretato la serie televisiva Danger Man, dove ricopriva il ruolo dell'agente segreto John Drake, al punto che era diventato l'attore più pagato d'Inghilterra. Fu anche chiamato per interpretare James Bond, ma McGoohan rifiutò, lasciando il suo posto allo sconosciuto Sean Connery: infatti McGoohan, ai tempi di Danger Man, pretese che il suo personaggio utilizzasse il cervello piuttosto che la forza, che non utilizzasse mai le armi e, soprattutto, non ci fossero scene di baci e camere da letto, incompatibili a suo avviso con la televisione.
McGoohan abbandonò Danger Man all'inizio della quarta stagione, dopo solo due episodi (Koroshi e Shinda Shima che erano gli unici realizzati a colori e girati su pellicola 35 millimetri, che furono montati in seguito in un unico film, intitolato Koroshi, presentato senza successo al cinema) e propose al produttore Lew Grade il concept de Il prigioniero: Grade, inizialmente scettico, disse che la storia era "talmente incredibile che avrebbe potuto funzionare", probabilmente per l'altissima popolarità di cui godeva McGoohan.
Molti spettatori hanno rivisto John Drake nel Numero 6: un agente segreto che dopo anni di servizio, abbandona senza un preciso motivo il suo lavoro, esattamente come aveva fatto McGoohan con la serie che l'aveva reso famoso. E, del resto, il volto di McGoohan era talmente legato a quel ruolo, che per gli spettatori fu quasi automatico collegare i due personaggi, dato che svolgevano lo stesso mestiere.
Inoltre ne Il prigioniero vi sono altri legami con Danger Man. L'episodio Fuga dalla morte è il riadattamento di una sceneggiatura destinata a Danger Man. A un certo punto Numero 6 parla con un suo informatore, travestito da lustrascarpe: tale personaggio si chiama Potter e compariva proprio in Danger Man, interpretato dallo stesso attore. Inoltre, il primo episodio di Danger Man, A view from the villa, che era ambientato in Italia, è stato girato proprio nella stazione turistica di Portmeirion, che poteva simulare l'architettura italiana senza obbligare a spostare il set dall'Inghilterra.
Un'altra particolarità sembra legare le due serie: Secret Agent (la versione americana di Danger Man) aveva come sigla,al posto dell'originale composta da Edwin Astley, la canzone Secret Agent Man, cantata da Johnny Rivers. Il ritornello di questa canzone recita: "They've given you a number and taken away your name" (Ti hanno dato un numero e portato via il tuo nome), che probabilmente ha contribuito a creare il concept de Il prigioniero.
Mentre Lew Grade confermò che il Numero 6 era proprio John Drake, McGoohan lo negò decisamente e questo contribuì a infittire il mistero su chi fosse Numero 6. Nei titoli di coda dell'episodio finale, mentre alcuni personaggi vengono accreditati con il nome dell'attore che lo interpreta, McGoohan viene semplicemente presentato come il prigioniero.

### Numero 2
È l'antagonista del Numero 6, ma tra i due personaggi si instaura spesso un rapporto particolare: nonostante Numero 6 si ribelli continuamente alle sue pressioni molte volte i dialoghi e i comportamenti del Numero 2 sembrano quasi mostrare rispetto nei suoi confronti, piuttosto che ostilità: Numero 6 risponde quasi sempre in modo sarcastico alle sue provocazioni, ricorrendo pochissime volte alla violenza verbale o fisica. Questo accade perché, mentre il Numero 2 cerca di guadagnarsi la fiducia di Numero 6, quest'ultimo tenta di fargli credere di esserci riuscito, anche perché il Numero 2 è, probabilmente, l'unica persona che potrebbe condurlo direttamente al Numero 1. In alcune scene si trova il Numero 2 che riceve ordini tramite un telefono, ma non è chiaro se stia parlando direttamente con il Numero 1.
In ogni puntata il Numero 2 viene interpretato da un attore o attrice diversa: questo fa intendere che a ogni fallimento, il Numero 2 venga rimosso dal suo compito. Non si viene a conoscenza se ciò ne comporti anche l'eliminazione fisica. In alcuni episodi il volto del Numero 2 non viene mostrato nella sigla iniziale, in quanto la scoperta della sua identità deve risultare un colpo di scena per lo spettatore: in quei casi, infatti, si scopre che il Numero 2 è quello che credevamo un amico del Numero 6, oppure un personaggio secondario a cui non avremmo dato particolare importanza.
Solo due attori hanno interpretato più volte il ruolo: Colin Gordon e Leo McKern, rispettivamente due e tre volte. In teoria gli episodi in cui compare lo stesso Numero 2 dovevano essere trasmessi l'uno di seguito all'altro, ma a causa di alcuni ritardi nella realizzazione delle puntate (che non sono state realizzate nello stesso ordine in cui avrebbero dovuto essere trasmesse), obbligarono la rete a mandare in onda gli episodi che erano già pronti, facendo in modo che lo stesso Numero 2 apparisse in episodi non contigui.
Pertanto Leo McKern appare all'inizio della serie e poi nuovamente nel finale, ma in teoria egli doveva comparire negli ultimi tre episodi. Tuttavia Servizi segreti e Le sette età dell'uomo furono realizzati tra i primi episodi della serie e la rete si trovò costretta a dovere mandare in onda gli episodi già realizzati. Ma siccome Le sette età dell'uomo non poteva essere collocato diversamente, scelse di trasmettere Servizi segreti come secondo episodio.
Anche se sono state trasmesse di seguito, tra le riprese di Le sette età dell'uomo e Evasione passarono ben dieci mesi. In The Official Companion to the Classic TV Series di Robert Fairclough si legge che McKern, a causa dell'intensità dell'episodio, ebbe problemi di salute: vi sono versioni contrastanti che parlano di un esaurimento nervoso o addirittura un attacco di cuore. Comunque la produzione fu obbligata a rimandare la realizzazione dell'episodio finale di ben dieci mesi, durante i quali McKern espresse il desiderio di non tornare nella serie: per questo si tagliò e cambiò colore a barba e capelli. Tuttavia la produzione escogitò l'idea di una sorta di "resurrezione" del Numero 2, al termine della quale sarebbe ricomparso con il suo nuovo aspetto, decisamente più elegante del precedente, in modo che per gli spettatori il cambiamento risultasse normale.
L'attore Patrick Cargill, che interpreta il Numero 2 nell'episodio Passa un giorno, passa l'altro, compare anche, piuttosto inspiegabilmente, in un ruolo secondario nell'episodio Ritorno a casa.

### Numero 1
Per tutta la serie Numero 6 ha due ambizioni ben definite, apparentemente contrastanti: fuggire dal Villaggio e scoprire l'identità del Numero 1. Infatti, mentre la prima comporterebbe una fuga e un allontanamento definitivo del Villaggio, la seconda implicherebbe il riuscire a entrare nel cuore di questa comunità e nelle mani di chi la governa. Non abbiamo mai segni diretti provenienti dal Numero 1, tanto che la sua stessa esistenza viene messa in dubbio: anche quando i Numero 2 ricevono ordini tramite il telefono, non è chiaro se sia il Numero 1 a parlare direttamente con loro o se utilizzi un intermediario. Anzi, sembra che anche i vari Numero 2, in realtà, non conoscano la sua identità e non abbiano alcun rapporto diretto con lui.

#### L'incontro con il Numero 1
Nell'episodio Evasione, Numero 6 viene portato in una stazione sotterranea, dove assiste a un processo dal clima totalmente surreale. Per tutto il tempo la scena viene osservata da una telecamera, su cui campeggia un enorme "1", che comunica con il giudice attraverso un segnale sonoro. Alla fine del processo, al Numero 6 viene concesso il diritto di non essere più un numero, ma un individuo, a cui viene dato il diritto di abbandonare il Villaggio, oppure di diventarne il capo. Egli sceglie di recarsi nella stanza in cui si trova il Numero 1 e viene accontentato: Numero 6 (nonostante il verdetto, non ci viene rivelato il suo nome) finisce in una sorta di laboratorio, in cui lavorano personaggi incappucciati e mascherati, circondati da macchine, fino a quando arriva davanti a un personaggio incappucciato simile a tutti gli altri. Davanti a lui c'è un monitor, che continua a trasmettere una registrazione del Numero 6, (risalente al primo episodio) in cui egli esprime il suo rifiuto a essere catalogato, schedato e timbrato: la frase inizia a incepparsi sulla frase "Io sono un uomo libero", mentre Numero 6 riceve da questo personaggio una sfera di vetro: guardandovi dentro, egli vede l'immagine finale di ogni episodio, ovvero il suo volto nascosto da alcune sbarre. A questo punto la frase in sottofondo si inceppa nuovamente sulla parola io, che viene distorta artificialmente, mentre il personaggio incappucciato allarga le braccia per mostrare il numero 1 stampato sul suo abito.

#### L'identità del Numero 1
A questo punto Numero 6 fa cadere la sfera, per poi strappare la maschera al Numero 1: dietro di essa si cela un volto di un gorilla, mentre la parola "io", risuona sempre più deformata: purtroppo la trasformazione progressiva del suono I (pron: ài) in un verso animalesco si perde in gran parte nell'edizione italiana. Il Numero 6, tuttavia, non si scompone dalla visione e strappa anche questa seconda maschera, per scoprire che sotto di essa si cela lui stesso, il quale reagisce con delle espressioni animalesche e iniziando a correre per il laboratorio gesticolando in modo inconsulto, proprio come se fosse uno scimmione: dopo avere visto per tutta la serie un Numero 6 caratterizzato da un grande autocontrollo e un comportamento mai sopra le righe, ora vediamo lo stesso volto associato a un personaggio completamente opposto (la contrapposizione è ulteriormente aumentata dall'abito, bianco per il Numero 1 e nero per il Numero 6). A questo punto inizia la scena finale della serie, il prigioniero riesce ad abbandonare il Villaggio, prima attraverso una violentissima sparatoria e poi causando una specie di apocalisse, tuttavia circoscritta al Villaggio stesso.
Secondo alcune teorie, il fatto che il Numero 6 e il Numero 1 fossero la stessa persona era già rivelato nella sigla stessa. All'interno del celebre dialogo iniziale, avviene il seguente scambio:
- Number 6: Who is Number 1?
- Number 2: You are Number 6.

- Numero 6: Chi è il Numero 1?
- Numero 2: Lei è il Numero 6.

in cui sembra che il Numero 2 eviti di rispondere alla domanda, sviando il discorso. Tuttavia, secondo alcune interpretazioni, l'attore che recita la frase del Numero 2 direbbe in realtà:
- Number 6: Who is Number 1?
- Number 2: You are, Number 6.

- Numero 6: Chi è il Numero 1?
- Numero 2: È lei, Numero 6.

Chi sostiene questa teoria fa notare che le parole in grassetto vengono pronunciate con un tono diverso e sono seguite da una breve pausa, come se appunto ci fosse una virgola. Anche in questo caso, la versione italiana fa perdere questo effetto, probabilmente perché un'eventuale direttiva di interpretare la battuta in un certo modo non sarebbe arrivata allo studio di doppiaggio.
Inoltre, nel Villaggio, il numero identificativo degli abitanti corrisponde anche al numero civico della loro casa: nella sigla si vede che la casa londinese del Numero 6 aveva come numero civico proprio l'"1".
Quando il Numero 1 apre le braccia per mostrare il numero sull'abito, in sottofondo si sente la parola "I" (ài) ripetuta più volte: per via del carattere tipografico utilizzato, la cifra 1 è molto simile alla lettera I.

## Il remake del 2009
Nel corso del 2007 l'emittente inglese Sky One confermò l'intenzione di produrre un remake della serie (una "reinvenzione thrilling", secondo le parole di Richard Woolfe, direttore dei programmi della Rete). Il nuovo prigioniero sarebbe dovuta essere una miniserie in sei parti, e nelle intenzioni di Damien Timmer, produttore esecutivo del progetto, lo scopo sarebbe quello di "catturare lo spettatore fin dalla prima scena, come accade per 24.
Notizie successive avanzarono la possibilità che fosse in cantiere anche un possibile adattamento per il grande schermo, diretto da Christopher Nolan, una volta che questi avesse terminato la lavorazione de Il cavaliere oscuro.
Nel luglio 2008 il network BBC aveva annunciato per il 2009 il remake della serie televisiva con protagonisti Jim Caviezel (nel ruolo del Numero 6) e Ian McKellen (nel ruolo del Numero 2).
La nuova versione, intitolata come l'originale The Prisoner è stata prodotta dalla rete televisiva statunitense AMC, in forma di miniserie di sei episodi, trasmessi negli Stati Uniti dal 15 novembre al 17 novembre 2009.

## Colonna sonora
Il tema musicale della serie è stato composto da Ron Grainer, compositore già noto per le musiche di Doctor Who e numerose colonne sonore cinematografiche.
Pare che McGoohan non fosse convinto del brano inusuale proposto da Grainer, e che lo aveva adottato all'ultimo momento per motivi di tempo, dopo aver scartato materiale di altri compositori, con un nuovo arrangiamento.

## Riferimenti nella cultura di massa
I temi tratti da Il prigioniero ritornano in modo persistente grazie a parodie e riferimenti nella cultura popolare, apparendo in canzoni, videogiochi, film e show televisivi.
Molti dei riferimenti sono alla fantastica prigione tecnocratica del Villaggio, oppure riprendono - talvolta con spunto ironico - la memorabile sfera robot del Rover. Talvolta l'omaggio alla serie è limitato all'uso - non casuale - del saluto "Be seeing you". Alcuni di questi riferimenti sono elencati di seguito.

### Serie televisive
- Nell'episodio finale della serie anni settanta La donna bionica, dal titolo On the Run, si vede la protagonista dimettersi dal suo lavoro per poi dovere eludere gli agenti del governo che cercano di imprigionarla in un villaggio per gli agenti speciali pensionati.
- La sigla di apertura della serie TV Æon Flux include uno scambio di battute riconducibile a quello tra il Numero 6 e il Numero 2 che apre la maggior parte degli episodi de Il prigioniero, inclusa la frase «Da che parte state?». Trevor Goodchild, il cattivo della serie, ha molte caratteristiche riconducibili ai vari Numeri 2, e ha anche una camera segreta posta sotto la propria abitazione, come il Numero 2 rivela di avere nell'episodio Le sette età dell'uomo.
- I Psi Corps nella serie TV Babylon 5 usano spesso la frase "Be Seeing You" (in italiano "Ossequi") come omaggio deliberato al saluto usato nel Villaggio. J. Michael Straczynski, creatore dello show, ha ammesso il riferimento a Il prigioniero. Mentre ne Il prigioniero il saluto include il gesto di guardare attraverso il pollice e l'indice messi ad anello, il Corpo di PSI porta questo anello alla fronte, suggerendo l'idea di una connessione telepatica "che scruta" con il cervello. Nell'episodio Racing Mars il subcomandante e il capo della resistenza chiamano se stessi “Numero 1” e “Numero 2”. Nella quinta stagione, si vede che la sede del Corpo PSI è tappezzata di cartelli con motti motivazionali scritti con lo stesso carattere utilizzato nel Villaggio.
- In un episodio delle avventure del tenente Colombo, Identity crisis, Patrick McGoohan, che dirige anche l'episodio, interpreta una spia con alcuni tratti in comune con il Numero 6, tra i quali l'uso del saluto "Be seeing you".
- Nell'episodio della serie Buffy l'ammazzavampiri intitolato Halloween, il personaggio Ethan Rayne lascia una nota nel negozio in cui c'è scritto «Be seeing you». Quando il demone Eyghon lascia l'appartamento di Giles dopo la prima possessione di Calendar nell'episodio The Dark Age, anche lui dice "Be seeing you". Una sfera simile al Rover appare nell'episodio The initiative.
- L'episodio "I rintocchi della campana" della serie Lupin III è un chiaro omaggio alla serie Il prigioniero.
- Nella serie televisiva Lost, i prodotti distribuiti dal Progetto DHARMA hanno le etichette stampate utilizzando il carattere tipografico che viene usato nel Villaggio.
- La serie animata dei Simpson ha fatto più volte riferimento a Il prigioniero.
  - Nell'episodio The Joy of Sect (in italiano La gioia della setta), Marge cerca di scappare e viene inseguita da un Rover.
  - In un altro episodio, The Computer Wore Menace Shoes (in italiano Galeotto fu il computer e chi lo usò), la seconda parte è completamente basata su Il prigioniero.
- Nella serie tv Fringe nell'episodio 3.01 "Olivia", mentre la vera Olivia Dunham è rimasta nell'universo alternativo, scendendo le scale che portano a un parco pubblico, incrocia un uomo in sella a una penny farthing. Nell'episodio 4.19 "Letters of Transit", Walter Bishop viene scambiato per un prigioniero e apostrofato perciò come "Prisoner!!!"; al che Walter risponde: "I am not a number - I am a free man" (Io non sono un numero, sono un uomo libero), con un chiaro riferimento alla sigla de Il prigioniero.

### Cinema
- Matrix affronta tematiche molto simili a quelle de Il prigioniero, con il protagonista che combatte per mantenere la propria identità (rappresentato dal fatto che si danno i nuovi nomi, che gli agenti rifiutano di usare) in una falsa simulazione del mondo reale. Il gatto nero che Neo vede in un deja-vu quando, come dice il protagonista, "loro cambiano qualcosa all'interno di Matrix" è un riferimento all'episodio La danza dei morti, in cui un gatto nero simboleggia il cambiamento all'interno del Villaggio. Quando Neo corre all'interno di un appartamento nella sequenza finale, riguardando la scena immagine per immagine, si nota che una TV sta trasmettendo una puntata de Il prigioniero.
- Quando il personaggio principale di The Truman Show, Truman Burbank, un uomo la cui vita è interamente filmata e trasmessa in uno show televisivo a sua insaputa, va a visitare il suo amico Marlon al lavoro, la vista all'esterno del negozietto è un chiaro omaggio a Il prigioniero, con le tende rosse e bianche presenti nel Villaggio. Il carrello del negozio di Marlon ha la parola "goodies" scritta nel lato utilizzando lo stesso carattere tipografico usato nella segnaletica del Villaggio.
- Nella scena iniziale di Killing Zoe i due protagonisti discutono del terzo episodio della serie, Dormire, forse sognare.
- Nel film Alta fedeltà Rob Gordon (John Cusack) parlando in un pub con Marie DeSalle (Lisa Bonet) chiede a Barry (Jack Black) come si chiama l'attore della serie tv "Il prigioniero" ed entrambi dicono di essere fan della serie tv.

### Musica
- Nel secondo episodio della serie, Servizi segreti, la musica che fa da sottofondo alla scena della spia lituana che si allontana a nuoto è ripresa dal film di fantascienza del 1962 Viaggio al settimo pianeta diretto da Sidney W. Pink.[senza fonte]
- Il gruppo musicale stile mod The Times nel novembre 1980 incide nel Regno Unito, un singolo il cui lato A ha come titolo: "I Helped Patrick McGoohan Escape" e il lato B "We're Not Sorry", un 7" edito dalla Fab Listening Records. È stato anche girato un video per questa canzone, la cui trama rispecchia fedelmente la sigla di apertura della serie.
- Il dialogo che apre le puntate è usato nell'introduzione della canzone The Prisoner degli Iron Maiden (dall'album The Number of the Beast), ispirata direttamente dalla serie. Per un'erronea credenza, dovuta probabilmente all'ambiguo titolo, il brano Back in the Village (dall'album Powerslave) è associato al Prigioniero (la canzone parla invece di guerra).
- Il primo album pubblicato dalla band italo-slovena Devil Doll, intitolato The Girl Who Was... Death è concettualmente basato sulla serie televisiva, dal titolo, ai testi (contenenti anche frasi pronunciate nella serie), alla tracklist.
- I Death In June, progetto musicale britannico dell'artista Douglas Pearce, inseriscono alcune frasi, effettate con eco e ripetute ossessivamente, tratte da episodi de Il prigioniero, all'interno dell'EP 93 Dead Sunwheels del 1989. Le frasi sono tratte dagli episodi Dormire, forse sognare («People who hyde are afraid.») e Le sette età dell'uomo («Society is the place where people exist together. That is civilization. The lone wolf belongs to the wilderness. You must not grow up to be a lone wolf.»).
- I Muse e in particolare il frontman, Matthew Bellamy, hanno dichiarato di essere fan della serie. In molti dei loro concerti infatti, a metà o a fine esibizione, lanciano sul pubblico dei palloni bianchi giganti, un omaggio ai famosi Rover della serie televisiva.
- Nel video di apertura dell'album A dei Jethro Tull, Ian Anderson, che canta un vecchio successo del 1969, Sweet Dream, travestito da mendicante Aqualung, viene inseguito e catturato da un Rover, che lo ingloba e lo porta nello spazio. Anche i Jethro Tull alla fine dei concerti usano lanciare sul pubblico giganti palloni bianchi simili ai Rover della serie.
- I Coldplay nei libretti dei loro lavori, utilizzano lo stesso carattere utilizzato per tutte le scritte presenti nel villaggio, una versione leggermente modificata del carattere tipografico Albertus.
- Nel video della canzone Growing On Me del gruppo britannico The Darkness, quattro bambini truccati come i membri della band Justin, Dan, Ed, e Frankie mentre volano su un elicottero vengono attaccati da alcuni Rover.
- Nel video della canzone Fuori dal tunnel, l'artista italiano Caparezza è inseguito da un pallone aerostatico bianco, il Rover della serie.
- Il video Che idea, del gruppo romano dei Flaminio Maphia, riprende il video di Fuori dal tunnel di Caparezza proprio nell'inseguimento del Rover.
- Due video degli XTC, "The meeting place" e "The man who sailed around his soul", entrambi canzoni dell'album Skylarking del 1986, sono girati a Portmeirion con i membri della band vestiti con gli abiti della serie.
- Il video della canzone Alright del gruppo Supergrass è stato filmato a Portmeirion, il Villaggio. Anche il video di See Those Eyes, degli Altered Images, è stato girato a Portmeirion, usando costumi della serie e un Rover. La storia del video vede i membri della band rassegnare le proprie dimissioni ed essere portati sull'isola, da dove poi riusciranno a scappare.

### Altri riferimenti
- Il saluto caratteristico del Villaggio, «Be seeing you», compare anche, come finale di partita, nel videogioco Star Control 2.
- Nel romanzo Cuori in Atlantide di Stephen King vi sono numerosi riferimenti a Il prigioniero.
- Il Numero 6 si dedica a volte all'arte marziale del kosho, disciplina inventata dallo stesso Patrick McGoohan per la serie. Un gruppo di fan del telefilm ne propose addirittura l'adozione da parte del CIO per le Olimpiadi del 1972[senza fonte].